# 참족
참족(크메르어: ជនជាតិចាម, 베트남어: Người Chăm, Người Chàm, 영어: Chams, Champa people)은 주로 베트남과 캄보디아에 거주하는 오스트로네시아계 민족이다. 두 나라 외에 태국에도 약 4000명이 살고 있는 것으로 알려져 있다. 참족은 이슬람 수니파에 속하며, 이들 국가에서 주요 무슬림이다. 참족은 7세기에서 15세기까지 존속했던 참파의 후예이다.

## 개요
2세기에서 17세기 사이는 독립적인 해양 국가, 임읍국(林邑國)과 점성국(占城國)(짬파)을 가지고 있었다. 19세기의 베트남 응우옌 왕조는 중부 참족을 점니인(占尼人), 남부 참족을 람인(藍人)이라고 부르고 구별했다. 1999년 베트남 사회주의 공화국 민족 통계에 따르면 참족에 속하는 민족 집단은 베트남 남중부 지방의 빈딘성, 푸옌성에 약 1만명, 닌투언성, 빈투언성에 약 10만명, 동남부 떠이닌성, 호치민시와 메콩 델타의 안장성에 이슬람인(잠실전단 선우인)약 2만명이다. 또한 캄보디아 국내에도 크메르 이슬람인 혹은 마라유족이 약 20만명이 살고 있다.
언어는 참어를 사용하며, 아칼 트라파, 아칼 리크 등 몇 개의 서체의 참 문자를 가진다. 참어의 가지에는 짬족 이외 자라이족, 에데족, 러그라이족, 츄족 등의 산악 민족이 포함되어 그 화자 인구는 총 100만명에 가깝다.
이 밖에 참어를 말하는 비엣족인 킨큐족, 크메르어를 구사하는 수니파 무슬림 챠바크족 / 자와클족과 송나라 때 중국 하이난섬에 이주한 회족도 광의의 참족이며(우출 참조), 전 말레이시아 연방 총리 압둘라 아맛 바다위는 현대 하이난에서 페낭으로 옮겨간 참족(압둘라 아맛 바다위에 따르면 아버지의 증조모, 친할아버지의 어머니)의 후예이다. 태국 남단과 말레이시아 북쪽의 클란탄주 주변에서도 19세기 이후에 이민온 참족(이슬람인)이 생활하고 있다.
짬족은 13세기 무렵부터 이슬람교를 수용했고, 현재는 베트남과 캄보디아의 소수 민족으로 존속하고 있다. 현대의 참족 독립운동으로 베트남 전쟁 중인 1963년에 FULRO(억압인종해방을 위한 연합전선) 중부 고원 방면군 이밤 에뉴올 의장(에데족)이 수립한 참파고지 임시 정부가 있었다. FULRO 중부 고원 방면군 본대는 1969년에 남베트남 대통령 응우옌반티에우에 투항했고, 이밤 의장도 1975년에 폴포트파에 살해당했다. 그러나 중부 고원 방면군 캄보디아 잔존 부대였던 펜 아윤은 1992년에 유엔 캄보디아 잠정 통치기구(UNTAC) 사무총장 아카시 야스시에 투항할 때까지 베트남 잔존 부대인 투니트덴은 1995년 베트남 사회주의 공화국 국가 주석 레득아인에게 투항할 때까지 20년간 게릴라전을 계속했다.

## 종교
참족 사이에 처음으로 널리 퍼진 종교는 힌두교 시바파이다. (프랑스인들은 이것을 거의 잘 못해 바라문교라고 불렀는데, 바라문교의 경전 리그 베다에는 시바는 존재하지 않는다.). 그 후, 서아시아 상인이 인도차이나 반도에 진출해 오면서, 이슬람교가 전파되었다. 참족이 쓰는 아랍어 문자는 세로쓰기이며, 이슬람 전파는 중앙아시아에서 중국을 경유했다고 생각된다. 환리시 교외에서 발견된 11~12세기의 아랍어 묘비에는 시아파적인 색채가 진하게 보이며, 또한 짬족의 신앙에 있어서는 ‘알리’가 매우 중시되었고, 예언자 알리(Ali Nabi, Ali Bin Abi의 변형 중 하나)라는 유례없는 특수한 지위를 차지하고 있으며, 그 본래의 종파는 시아파 특히 그 중에서도 알라위파였을 가능성이 있다.
시바신은 남신 포클롱가라이, 포담, 폴로메, 포클롱무나이 등 왕가의 조상신과 동일시되며 여신 포나가르, 포샤누 등과 함께 닌투언성, 빈투언성 등의 각지의 짬파 고탑에서 알라에게 제사와 결함되지 않고 제사가 계속되고 있다. 현재 참족은 여전히 시바의 상징인 링가를 모시는데, 시바라는 신명을 알지 못하고 왕가 조상의 상징으로 모신다.
참족의 이슬람은 전통적인 조상 신앙을 존중하는 온건한 것이었으며, 그 종교 직능자들은 조상 제사를 주관하는 아히엘(늦게 온 사람) 집단과 알라 제사를 관장하는 아왈(먼저 온 자) 집단으로 나뉜다. 아히엘 집단을 배출하는 공동체는 아다트 참(占俗), 아왈 집단을 배출하는 공동체는 아다트 바니(尼俗)로 불린다. 참족 취락은 반드시 같은 ‘아다트 공동체’로 이뤄진다. 과거에는 아다트가 서로 다른 사람의 결혼은 금기시였으나 현재는 비엣족 등 이민족과의 통혼보다는 환영받는다. 또 산악 민족은 동포로 간주돼 경제 문화 격차에 따른 차별은 있지만 통혼은 문제가 없다고 여기며 참족이 산악 민족을 입양하는 전통도 있다. 베트남 정부·공산당은 아다트·참을 토착 브라만교, 아다트·바니를 토착 이슬람교라는 별개의 종교로 인정했다. 그러나 이는 1970-80년대 공산주의 건설에 있어서 공산당이 민간 신앙을 통제하는 가운데, 제사를 지속하기 위해 참족이 취했던 고육지책으로 어느 아다트도 본래는 종교가 아니라 민간신앙 또는 관습이다. 따라서 종교 통계에서 본 이슬람계 약 80-85%, 바라문교계가 약 15~ 20%라는 숫자는 옳지 않다. 기독교와 대승 불교로 개종하고 공동체에서 벗어난 사람들을 제외하고 모든 참족은 알라를 믿는다. 알라에 대한 민간신앙은 산악민족인 라그라이족, 쯔로족 (지금은 가톨릭과 개신교)으로부터도 엿볼 수 있다.
참족(아다트· 참, 아다트 · 바니)과 라그라이족은 알라를 최고의 신으로 간주하지만, 유일한 절대신으로 보지 않으며, 귀의도, 할례도 없다. 또한 그 신앙 실천은 승려 계급(아다트 바니 공동체의 주민들이 배출하는 아왈 집단)이 대행한다. 아다트바니의 일반인은 육신오행을 하지 않고 알코올도 어느 정도 허용된다. 떠이닌성, 안장성의 이슬람인과 캄보디아 영내의 크메르 이슬람인(캄보디아 짬족)은 90% 이상이 수니파 신앙을 가지고 있고, 닌투언성 · 빈투언성의 참족 특히 아다트 바니의 알라 신앙을 이단, 배교, 신앙심이 없다고 규정하고 1960년대에 수니파로 개종을 강요하다가 굴복한 과거가 있다. 캄보디아에서는 심한 종교 탄압을 자행했던 크메르루즈 폴 포트 정권 하에서 참족이 많이 학살당했지만, 희생된 참족은 수니파 이슬람인들뿐이며, 아다트 바니 사람들은 불신자로 간주돼 학살을 면했다고 한다.

## 문화

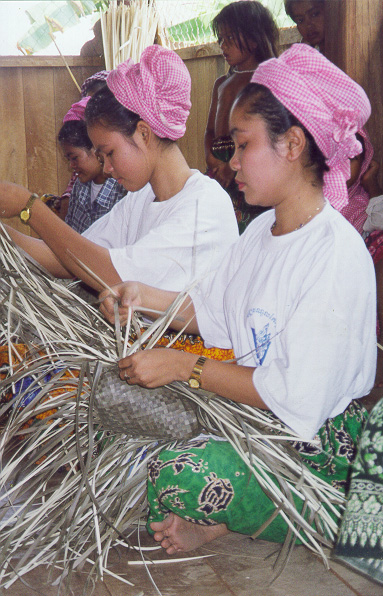
캄보디아 크라티에에 바구니를 짜는 짬족 여성들

참족은 말레이계, 인도네시아계 민족이다. 같은 말레이계 민족 중에서는 멜라네시아인과 미낭카바우인들이 모계 제도를 채택한 것으로 알려져 있으며, 참족(프로이족, 참족, 이슬람인) 및 참계 산악민족(잘라이족, 에데족, 라그라이족, 튀루족) 또한 모계제도를 채택한다. 집과 재산을 지키는 것은 여성의 역할이다. 결혼 후에는 남편이 아내의 집에 들어간다. 따라서 상속자와 모계 씨족 이름도 왕족을 비롯하여 여성의 자손이 계승한다. 다만 킨족을 모방한 한자 성씨의 계승에 대해서는 1975년 공산화 이전은 쌍계제(남자는 아버지의 성을, 여자는 어머니 성을 계승)였는데, 지금은 한자 성씨의 계승은 부계제가 보통이다.
예를 들어 왕족의 성은 원래 응우옌(阮氏)씨이며, 왕가의 당주는 응우옌 티다오(阮道) 여왕이지만 차기 여왕은 그녀의 아버지(여왕의 남편)의 성씨인 로우(盧)를 잇는 로우옌후엉 디엠(盧) 공주이다. 이처럼 한자 성씨만 보면 왕가가 교체된 것처럼 보이지만 모계 상속은 불변하기 때문에 왕가가 포크론 무나이 가문이라는 모계 씨족임에는 변함이 없다.

## 연구
근대 짬족의 연구는 1830년대에 민망 황제가 설치한 사역관(四訳館)의 참어 학습을 효시로, 초온빈키(張永記)의 프랑스어, 한문 두개 도서 목록 속에 19세기 말의 짬어 교과서가 꼽힌다. 근대적 사전의 편찬과 인류학적 연구는 참 족 여성과 결혼한 프랑스 군인 에모니에 의해서 1885년경부터 시작되었고 하마톤, 듀 런, 뮤스 등의 프랑스인의 사본 연구와 인류학 조사의 성과를 대조한 뛰어난 연구 보고가 있다. 1975년 이후 팬·라크·토엥, 팬 앤, 팬·스안 티비엔, 뤼트반 조프 등의 비엣족 인류학자 또한 정밀한 인류학 연구 보고를 간행했지만, 그들은 짬어에 문자를 읽지 못해 사본과 대조가 이루어지지 않았다.

## 같이 보기
- 미선 유적